# Eriogonum bifurcatum
Eriogonum bifurcatum är en slideväxtart som beskrevs av James Lauritz Reveal. Eriogonum bifurcatum ingår i släktet Eriogonum och familjen slideväxter. Inga underarter finns listade i Catalogue of Life.